# بیست‌دوازده‌وجهی
در هندسهٔ اقلیدسی، بیست‌دوازده‌وجهی (انگلیسی: Icosidodecahedron) یک چندوجهی است که بیست وجهش مثلث متساوی‌الاضلاع و دوازده وجهش پنج‌ضلعی منتظم هستند. بیست‌دوازده‌وجهی ۳۰ رأس (که در هر کدام دو مثلث و ۲ پنج‌ضلعی منتظم به هم برخورد می‌کنند)، ۶۰ ضلع (که هرکدام یک پنج‌ضلعی منتظم را از یک مثلث جدا می‌کنند) و ۳۲ وجه دارد. بیست‌دوازده‌وجهی یک جسم ارشمیدسی است.
مزدوج (چندوجهی‌ای که از متصل کردن مراکز وجوه جسم حاصل می‌شود) بیست‌دوازده‌وجهی یک سی لوزوجهی است.